# Sylvester Engbrox

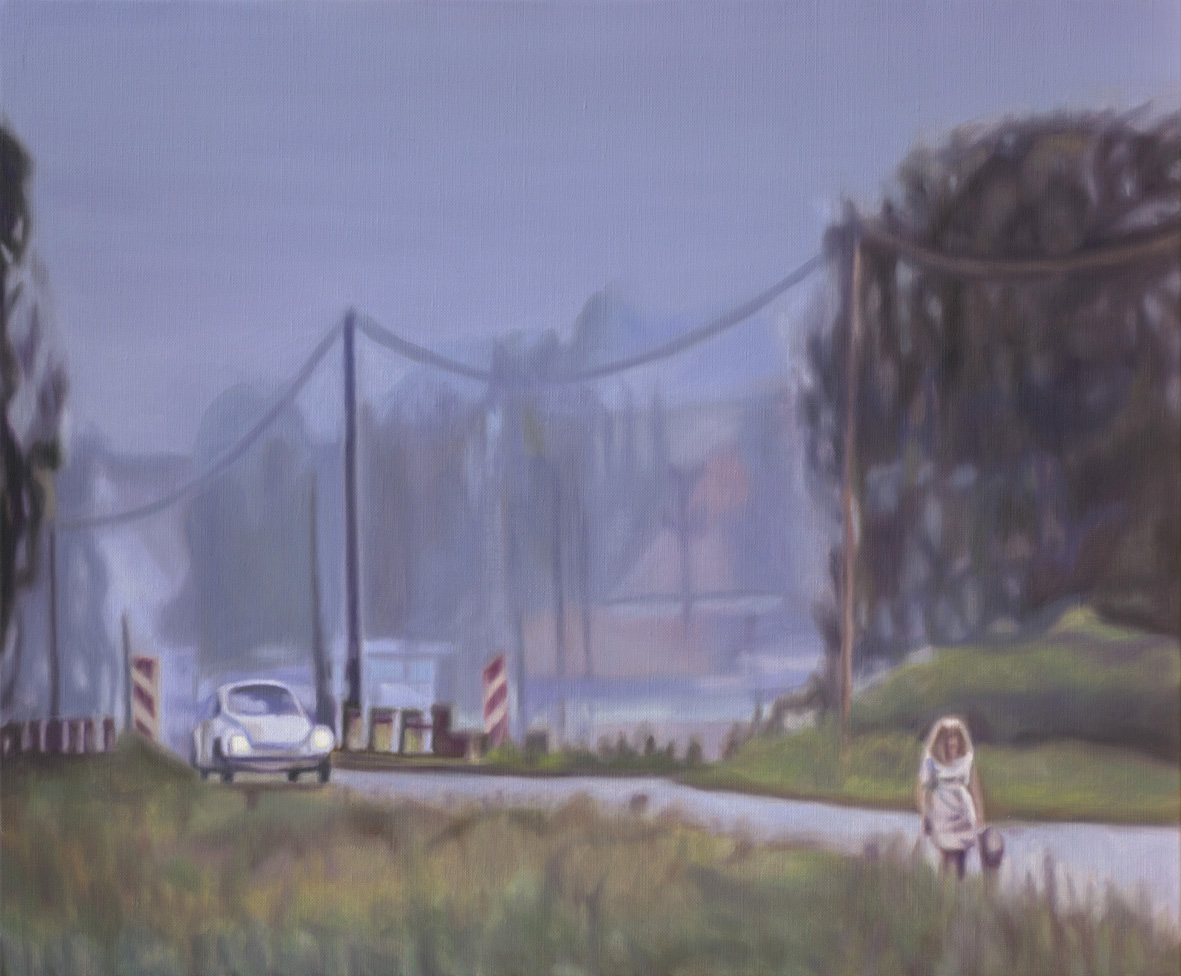
Secondary Road, Niederrhein (2009)

Sylvester Engbrox (* 1964 in Kleve) ist ein deutscher zeitgenössischer Maler. Er lebt und arbeitet in Paris.

## Leben
1983 absolvierte Engbrox sein Fachabitur in Grafik. Anschließend arbeitete er als Grafiker, Fotoassistent und Beleuchter. In dieser Zeit hatte er die Gelegenheit auf einem Fotoshooting mit Wolfgang Flür von Kraftwerk zu arbeiten. 1984 begann er zu malen.
1986 verließ er Düsseldorf und zog nach Paris. Von 1988 bis 1991 studierte er Fotografie an der Kunsthochschule in Arles (Frankreich) bei Arnaud Claas, Christian Milovanoff und Christian Gattinoni. Währenddessen arbeitete er 1990 als Assistent für Larry Fink.
1999 gründete er mit zwei Freunden ein Independent-Label in Paris. Er komponierte und arrangierte für die französische Gruppe Sporto Kantes.

## Werk
Die ersten im Katalog aufgenommenen Arbeiten stammen von 1994: Helen, Hotel Aya, Air Disaster 1. Es handelt sich um auf Leinwand gemalte Ölbilder nach aus der Presse ausgeschnittenen Bildern von schlechter Druckqualität. Meist werden in seinen Bildern Figuren in einen unwahrscheinlichen szenischen Raum gestellt.
Seit 2015 fertigt Sylvester Engbrox auch Fotografien an.

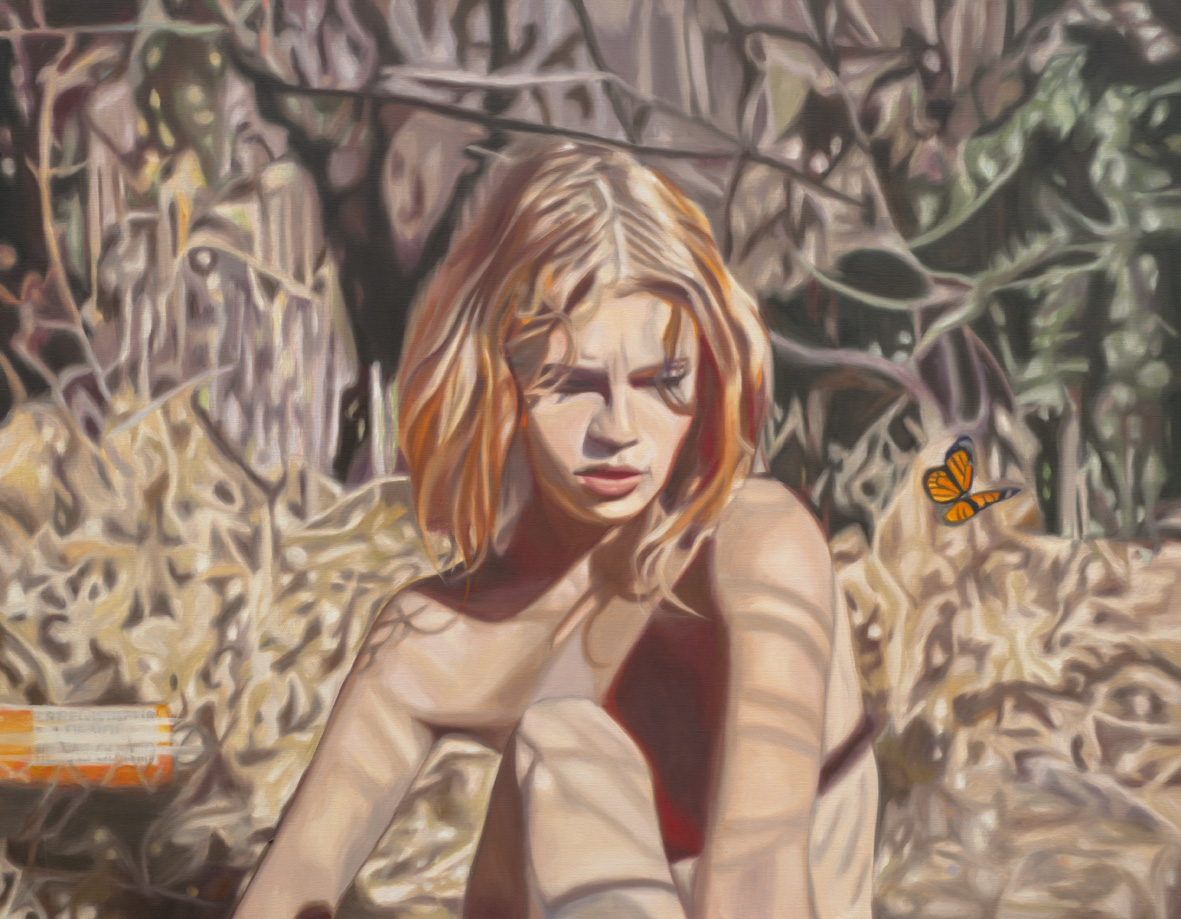
Tina, Flight Data Recorder (2009)

## Zitate
- «Ich begann ziemlich früh Bilder aus Reisekatalogen, Fernsehzeitschriften oder anderen gedruckten Medien auszuschneiden und große Mengen dieser gesammelten Bilder nach einer frei erfundenen Typologie zu sortieren. Diesen Teil der Arbeit erledige ich heute elektronisch, ich finde Bilder im Internet und mache selbst viele Fotos. Dieses eigentlich vollkommen unnütze Inventar trägt seltsamerweise nicht zu einem besseren Verständnis der dargestellten Welt bei, im Gegenteil. Durch die ständig anwachsende Menge an Bildern und Standpunkten wird das Puzzle Welt nur komplizierter. Doch das Sortieren und Vergleichen der Bilder führt dazu, dass manchmal Brücken zwischen ihnen entstehen. Im Glücksfall entsteht durch diese Konfrontation ein neues Bild. Genau dieses ohne mein Zutun entstandene Bild male ich. Meine Arbeit ist das Resultat dieser obsessionellen Aufräumearbeiten.» Sylvester Engbrox, Februar 2008.
- «Wenn ein Festplatte ihrem Ende zugeht, versucht man mit einem Rekonstruktionsprogramm einen Teil der Daten zu retten. Meine Bilder versuchen ein nach einem Crash durcheinander geratenes Zeit/Raumverhältnis zu reparieren, neu zu definieren und die Überreste, Bilder denen ihre ursprüngliche Welt noch anhaftet, in die Malerei einzubauen.» Sylvester Engbrox, Februar 2008.
- «Seine Malerei ist typisch für unsere Epoche. Eindeutig figurativ und in eine lange pikturale Geschichte eingebettet, öffnet sie selbstbewusst unsere Vorstellung. Sie zeigt effizienter als jeder Diskurs wie die Lebendigkeit der Malerei den technologischen Fortschritt durchkreuzt und genüsslich verzehrt.» Gérard Gamand, Azart, September 2008.
- «Engbrox sucht in der Bilderflut des Webs nicht die Bilder, die irgendeine Sehnsucht/Lust/Leidenschaft durch Täuschung stillen könnten, sondern die, die es ihm ermöglichen diese Sehnsucht methodisch lahm zu legen, indem er ihre Maschinerie sichtbar macht.» Jean-Luc Chalumeau, Sylvester Engbrox, Ausstellungskatalog, 2008.
- «Der Künstler sieht sich selbst als Schaltwerk, seine Rolle ist die eines Werkzeuges oder einer Maschine. In seinen Bildern wird nichts erklärt, weder Erotik, noch Schuld, noch Leiden. Der Maler konzentriert sich auf das Sichtbarmachen. Genauer gesagt handelt es sich um ein Schauspiel.» Max Torregrossa, Sylvester Engbrox, Ausstellungskatalog, 2008.

## Ausstellungen
- 2015: Under Pressure, Paris, Espace Dupin, Gruppenausstellung[1]
- 2014: Ausstrahlung, Paris, Galerie VivoEquidem, Einzelausstellung
- 2013: S. Engbrox – Paintings, Paris, Fondation Atelier de Sèvres, Einzelausstellung[2]
- 2012: The Good and the Bad life, Paris, Galerie VivoEquidem, Einzelausstellung
- 2012: La nuit de l’instant, Marseille, Gruppenausstellung
- 2011: NordArt, Büdelsdorf, Gruppenausstellung
- 2011: ArtParis, Kunstmesse
- 2011: Lille Art Fair, Lille, Kunstmesse
- 2011: Follow Me, Paris, Galerie VivoEquidem, Einzelausstellung
- 2010: Lille Art Fair, Lille, Kunstmesse
- 2009: Berliner Liste, Berlin, Kunstmesse
- 2009: Glasgow Art Fair, Glasgow, Kunstmesse
- 2009: Hyperceptions, Paris, Galerie VivoEquidem, Einzelausstellung
- 2008: Engbrox, Paris, Galerie VivoEquidem, Einzelausstellung